# Sylwana
Sylwana – imię żeńskie pochodzenia łacińskiego. Wywodzi się od słowa oznaczającego "las, zagajnik". Wbrew czasem powtarzanym informacjom żeńskie imię Sylwana nie ma patronki. Istnieje święty, ale Sylwan (zobacz: Święty Sylwan).
Męskie odpowiedniki: Sylwan, Sylas.
Sylwana imieniny obchodzi: 10 lipca.
Znane osoby noszące imię Sylwana:
- Silvana Koch-Mehrin (ur. 1970) – niemiecka polityk i ekonomistka, od 2004 posłanka do Parlamentu Europejskiego.